# USS Langley (CV-1)
USS Langley (CV-1/AV-3) là chiếc tàu sân bay đầu tiên của Hải quân Hoa Kỳ, được cải biến vào năm 1920 từ chiếc tàu tiếp than USS Jupiter (AC-3), và cũng là chiếc tàu đầu tiên của Hải quân Mỹ vận hành bằng điện. Kế hoạch dự định tiếp tục cải biến thêm một tàu tiếp than nữa thành tàu sân bay bị hủy bỏ khi Hiệp ước Hải quân Washington yêu cầu tháo dỡ thượng tầng của hai chiếc tàu chiến-tuần dương Lexington và Saratoga đang được chế tạo, cải biến chúng thành các tàu sân bay CV-2 và CV-3. Langley được đặt theo tên của Samuel Pierpont Langley, người tiên phong trong lĩnh vực hàng không Hoa Kỳ. Sau khi được cải biến một lần nữa thành một tàu chở thủy phi cơ vào năm 1937, Langley tham gia chiến đấu trong Chiến tranh Thế giới thứ hai. Nó bị hư hại nặng trong một cuộc tấn công ném bom của máy bay Nhật Bản tại Java đến mức bị buộc phải tự đánh chìm bởi những tàu theo hộ tống vào ngày 27 tháng 2 năm 1942.

## Thiết kế và chế tạo
Lườn của chiếc tàu tiếp than Jupiter được đặt vào ngày 18 tháng 10 năm 1911 tại Xưởng hải quân Mare Island thuộc Vallejo, California trong một buổi lễ có sự tham dự của Tổng thống William H. Taft. Nó được hạ thủy vào ngày 14 tháng 8 năm 1912, được bà Thomas F. Ruhm đỡ đầu; và được đưa vào hoạt động ngày 7 tháng 4 năm 1913 dưới quyền chỉ huy của Trung tá Hải quân Joseph M. Reeves. Những con tàu chị em cùng lớp với nó bao gồm chiếc Cyclops, vốn mất tích mà không để lại chút manh mối nào trong khu vực Tam giác Bermuda vào giai đoạn Chiến tranh Thế giới thứ nhất, cùng các chiếc Proteus và Nereus cũng bị biến mất trên cùng hành trình như Cyclops trong Chiến tranh Thế giới thứ hai.

## Lịch sử hoạt động

### Tàu tiếp than
Sau khi chạy thử máy thành công, Jupiter nhận lên tàu một đơn vị Thủy quân Lục chiến tại San Francisco, California để chuyển đến bổ sung cho lực lượng của Hạm đội Thái Bình Dương tại Mazatlán México, vào ngày 27 tháng 4 năm 1914, tăng cường sức mạnh Hải quân Mỹ tại bờ biển Mexico dọc theo Thái Bình Dương trong những ngày căng thẳng của cuộc khủng hoảng Veracruz. Nó ở lại khu vực bờ biển Thái Bình Dương cho đến khi khởi hành đi Philadelphia, Pennsylvania vào ngày 10 tháng 10. Trên đường đi, chiếc tàu tiếp than đã băng qua kênh đào Panama vào Ngày Columbus, trở thành chiếc tàu đầu tiên băng qua kênh đào từ Tây sang Đông.
Trước khi Hoa Kỳ tham gia Chiến tranh Thế giới thứ nhất, Jupiter hoạt động tại Đại Tây Dương và vịnh Mexico thuộc Hải đội Hỗ trợ thuộc Hạm đội Đại Tây Dương. Con tàu đến Norfolk, Virginia vào ngày 6 tháng 4 năm 1917, ngắt quãng các hoạt động tiếp than của nó bằng hai chuyến đi đến Pháp vào tháng 6 năm 1917 và tháng 11 năm 1918. Chuyến đi thứ nhất vận chuyển một nhóm phi công hải quân bao gồm 7 sĩ quan và 122 người đến Anh Quốc. Đó là nhóm phi công Hoa Kỳ đầu tiên được gửi đến châu Âu, và được chỉ huy bởi Đại úy Kenneth Whiting, người sẽ trở thành Sĩ quan Cao cấp (Hạm phó) của Langley năm năm sau đó. Jupiter quay trở lại Norfolk ngày 23 tháng 1 năm 1919, rồi lại khởi hành đi Brest, Pháp ngày 8 tháng 3 trong vai trò tiếp liệu than tại vùng biển châu Âu giải quyết việc hồi hương những cựu chiến binh về Hoa Kỳ. Sau khi về đến Norfolk ngày 17 tháng 8, con tàu được chuyển sang bờ Tây Hoa Kỳ. Việc cải biến nó thành một tàu sân bay được chấp thuận vào ngày 11 tháng 7 năm 1919, và Jupiter đi đến Hampton Roads, Virginia vào ngày 12 tháng 12, nơi nó được cho xuất biên chế vào ngày 24 tháng 3 năm 1920.

### Tàu sân bay
Jupiter được cải biến thành tàu sân bay đầu tiên của Hoa Kỳ tại Xưởng hải quân Norfolk, Virginia, nhằm mục đích thực hiện các thử nghiệm về hàng không trên biển. Vào ngày 11 tháng 4 năm 1920, tên của nó được đổi thành Langley để tôn vinh Samuel Pierpont Langley, nhà thiên văn, vật lý, hàng không học tiên phong của Hoa Kỳ; và được đặt ký hiệu thân tàu là CV-1. Nó được cho nhập biên chế trở lại vào ngày 20 tháng 3 năm 1922 dưới quyền chỉ huy của Trung tá Hải quân Kenneth Whiting. Cái tên Langley được chọn là kết quả của mối hiềm khích lâu dài giữa Orville Wright và Chính phủ Mỹ.

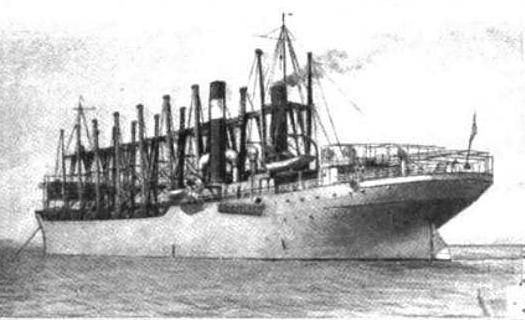
USS Jupiter trước khi cải biến thành USS Langley

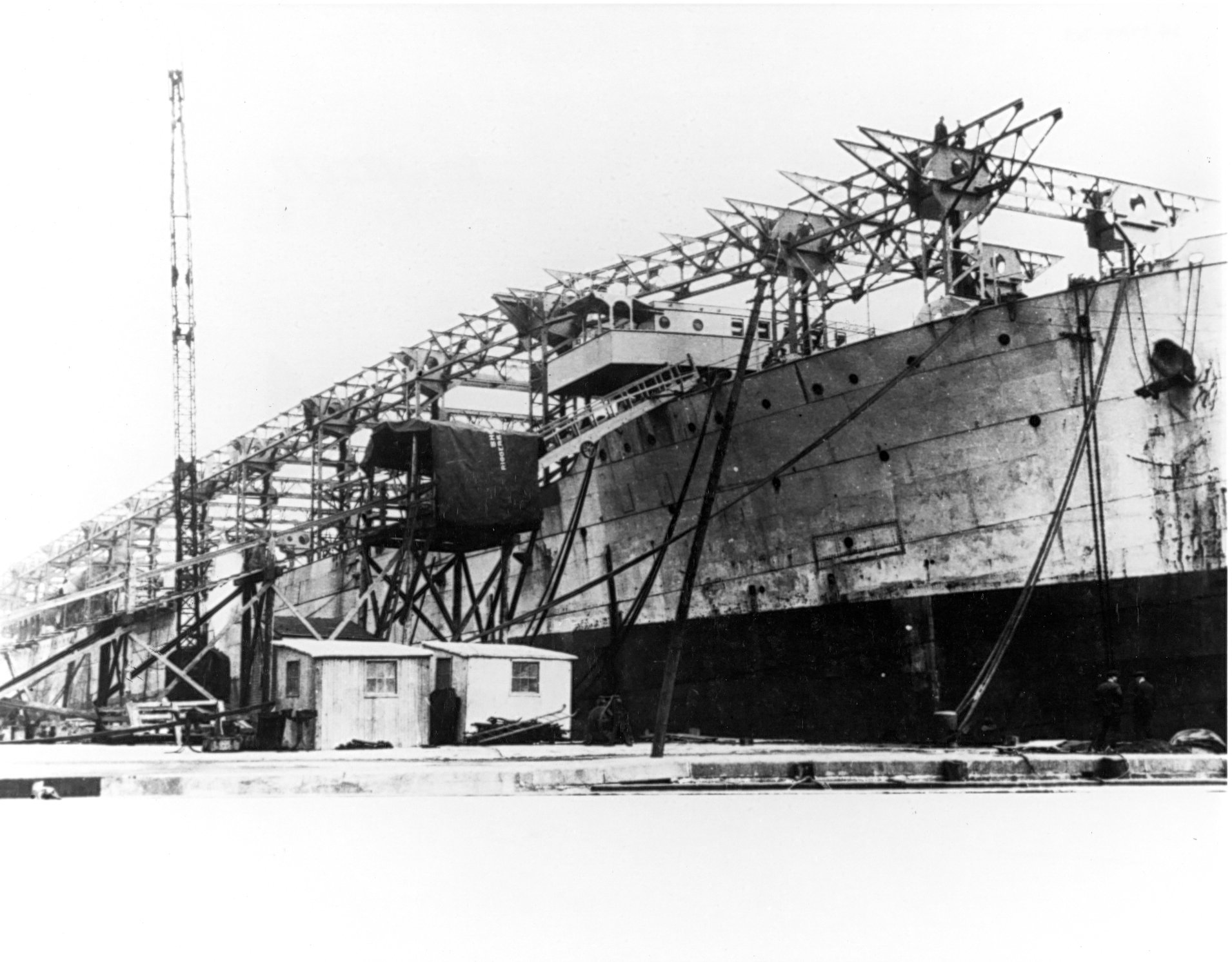
Langley đang được cải biến tại Xưởng hải quân Norfolk vào năm 1921

Là chiếc tàu sân bay đầu tiên của Hoa Kỳ và thế giới , Langley là nơi diễn ra nhiều sự kiện đáng ghi nhớ. Ngày 17 tháng 10 năm 1922, Đại úy Virgil C. Griffin lái một máy bay đầu tiên, một chiếc Vought VE-7, cất cánh từ sàn tàu. Cho dù đây không phải là lần đầu tiên một máy bay cất cánh từ một con tàu, cũng như Langley không phải là con tàu đầu tiên được trang bị một sàn cất-hạ cánh, lần phóng này có tầm quan trọng đáng ghi nhớ trong lịch sử Hải quân Hoa Kỳ hiện đại; thời đại của tàu sân bay được khai sinh trong lực lượng Hải quân nước này vốn sẽ trở thành một lực lượng tiên phong trong tương lai. Với Langley đang trên đường đi chín ngày sau đó, Thiếu tá Godfrey de Courcelles Chevalier lần đầu tiên hạ cánh một chiếc Aeromarine 39B trên tàu sân bay. Đến ngày 18 tháng 11, Trung tá Whiting, điều khiển một chiếc PT, là phi công đầu tiên được máy phóng phóng lên từ tàu sân bay.
Một đặc điểm tương đối độc đáo của Langley là có bố trí một ngăn chứa bồ câu phía đuôi tàu giữa các khẩu đội pháo 127 mm (5 inch)/51 caliber. Bồ câu đã từng được mang theo trên những chiếc thủy phi cơ nhằm để chuyển thông điệp từ thời Thế Chiến I, và chúng tiếp tục được mang theo trên những máy bay vốn sẽ hoạt động bên trên Langley. Những con bồ câu được huấn luyện tại Xưởng hải quân Norfolk trong khi Langley được cải biến; và khi được thả ra mỗi lần vài con, chúng đều quay trở lại tàu; nhưng trong một lần khi cả bầy được thả cùng lúc trong khi Langley đang thả neo tại đảo Tangier, những con bồ câu bay về phương Nam và làm tổ trên những cần trục của xưởng hải quân Norfolk. Những con bồ câu không bao giờ còn được đưa ra biển, và ngăn bồ câu trên tàu trước đây trở thành buồng riêng cho Sĩ quan Cao cấp (thuyền phó); nhưng những kế hoạch ban đầu nhằm cải biến Lexington và Saratoga đều có dự trù một ngăn dành riêng cho bồ câu.
Đến ngày 15 tháng 1 năm 1923, Langley bắt đầu các hoạt động bay cùng các thử nghiệm tại vùng biển Caribbe cho các cuộc hạ cánh trên tàu sân bay. Đến tháng 6 nó đi đến Washington, DC thực hiện cuộc biểu diễn hoạt động bay trước các quan chức quân đội và dân sự. Nó quay về Norfolk ngày 13 tháng 6 và thực hiện huấn luyện dọc theo bờ biển Đại Tây Dương và vùng biển Caribbe cho đến cuối năm. Trong năm 1924 Langley tham gia nhiều hơn các cuộc cơ động và trình diễn, trải qua mùa Hè tại Norfolk để sửa chữa và thực hiện các thay đổi. Nó lên đường hướng sang bờ Tây Hoa Kỳ vào cuối năm, đi đến San Diego, California vào ngày 29 tháng 11 để gia nhập Hạm đội Thái Bình Dương. Trong mười hai năm tiếp theo, chiếc tàu sân bay hoạt động ngoài khơi bờ biển California và vùng biển Hawaii, tham gia các cuộc huấn luyện đơn vị hạm đội, thử nghiệm, huấn luyện phi công cùng các cuộc tập trận cùng hạm đội.

### Tàu chở thủy phi cơ

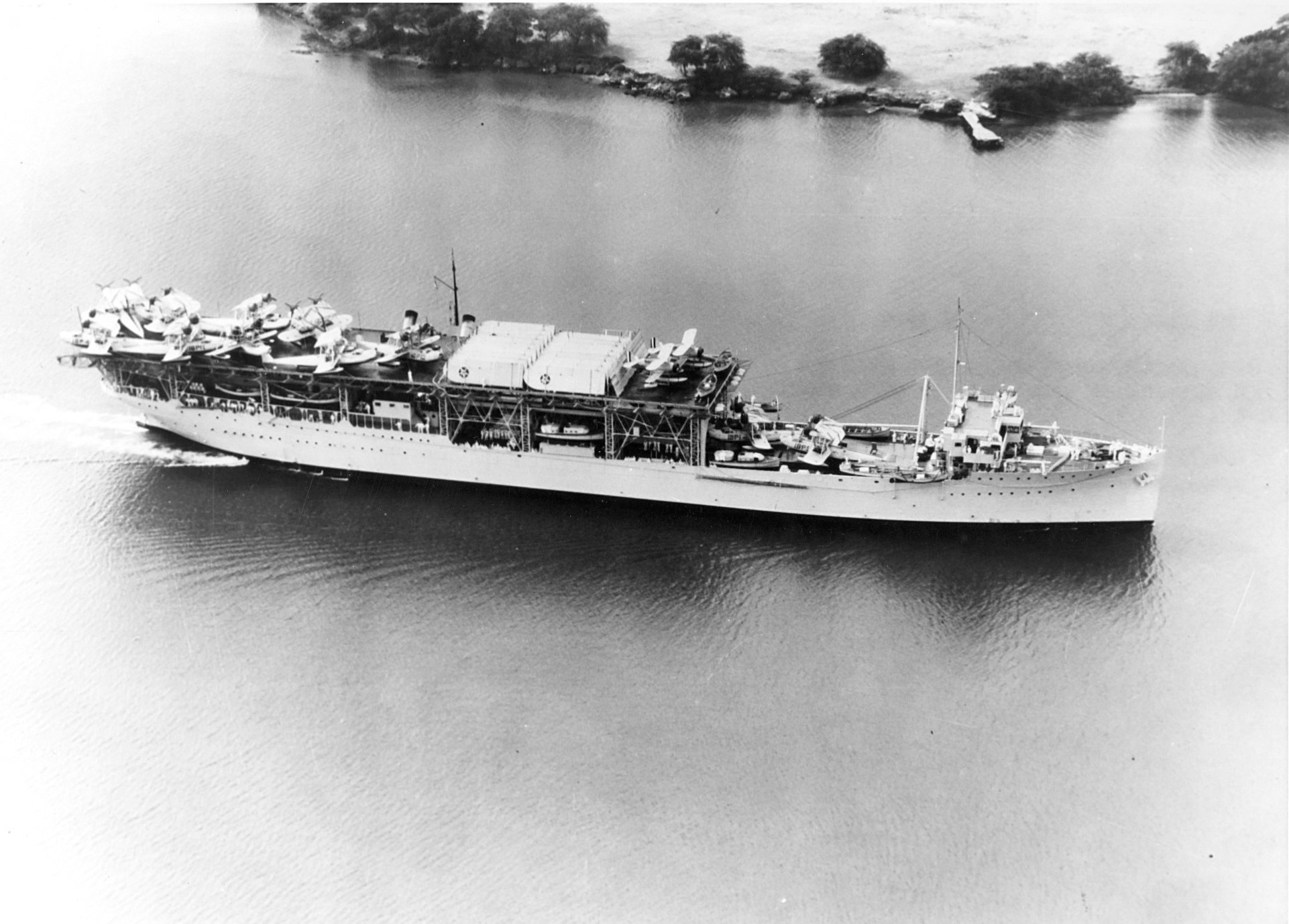
USS Langley sau khi được cải biến thành một tàu chở thủy phi cơ, năm 1938.

Vào ngày 25 tháng 10 năm 1936, Langley được đưa vào Xưởng hải quân Mare Island, California, để đại tu và cải biến thành một tàu chở thủy phi cơ. Cho dù vai trò của nó như một tàu sân bay kết thúc, những phi công được huấn luyện kỹ càng của nó có vai trò nổi bật trên những tàu sân bay thế hệ sau USS Lexington và USS Saratoga (lần lượt được đưa ra hoạt động vào ngày 14 tháng 12 và 16 tháng 11 năm 1927).
Việc cải biến hoàn tất vào ngày 26 tháng 2 năm 1937 và Langley được đặt ký hiệu mới AV-3 vào ngày 11 tháng 4. Nó được điều về Lực lượng Tuần tiễu Máy bay và thực hiện các hoạt động thường xuyên ngoài khơi bờ biển Seattle, Washington, Sitka, Alaska, Trân Châu Cảng và San Diego, California. Nó có một đợt bố trí ngắn đến hạm đội Đại Tây Dương từ ngày 1 tháng 2 đến ngày 10 tháng 7 năm 1939, rồi sau đó tiếp tục các nhiệm vụ cùng Hạm đội Thái Bình Dương tại Manila từ ngày 24 tháng 9.
Khi Hoa Kỳ chính thức tham gia Chiến tranh Thế giới thứ hai, Langley đang thả neo ngoài khơi Cavite, Philippines. Ngày 8 tháng 12 năm 1941, sau khi Nhật Bản tấn công Philippines, nó rời Cavite hướng đến Balikpapan tại Đông Ấn thuộc Hà Lan. Vì Nhật Bản tiếp tục tiến quân, Langley khởi hành đi Australia, đi đến Darwin thuộc tiểu bang Northern Territory vào ngày 1 tháng 1 năm 1942, trở thành một đơn vị của lực lượng hải quân trực thuộc Bộ chỉ huy Anh-Mỹ-Hà Lan-Australia (ABDACOM). Cho đến ngày 11 tháng 1, Langley hỗ trợ Không quân Hoàng gia Australia trong việc tuần tra chống tàu ngầm ngoài khơi Darwin.

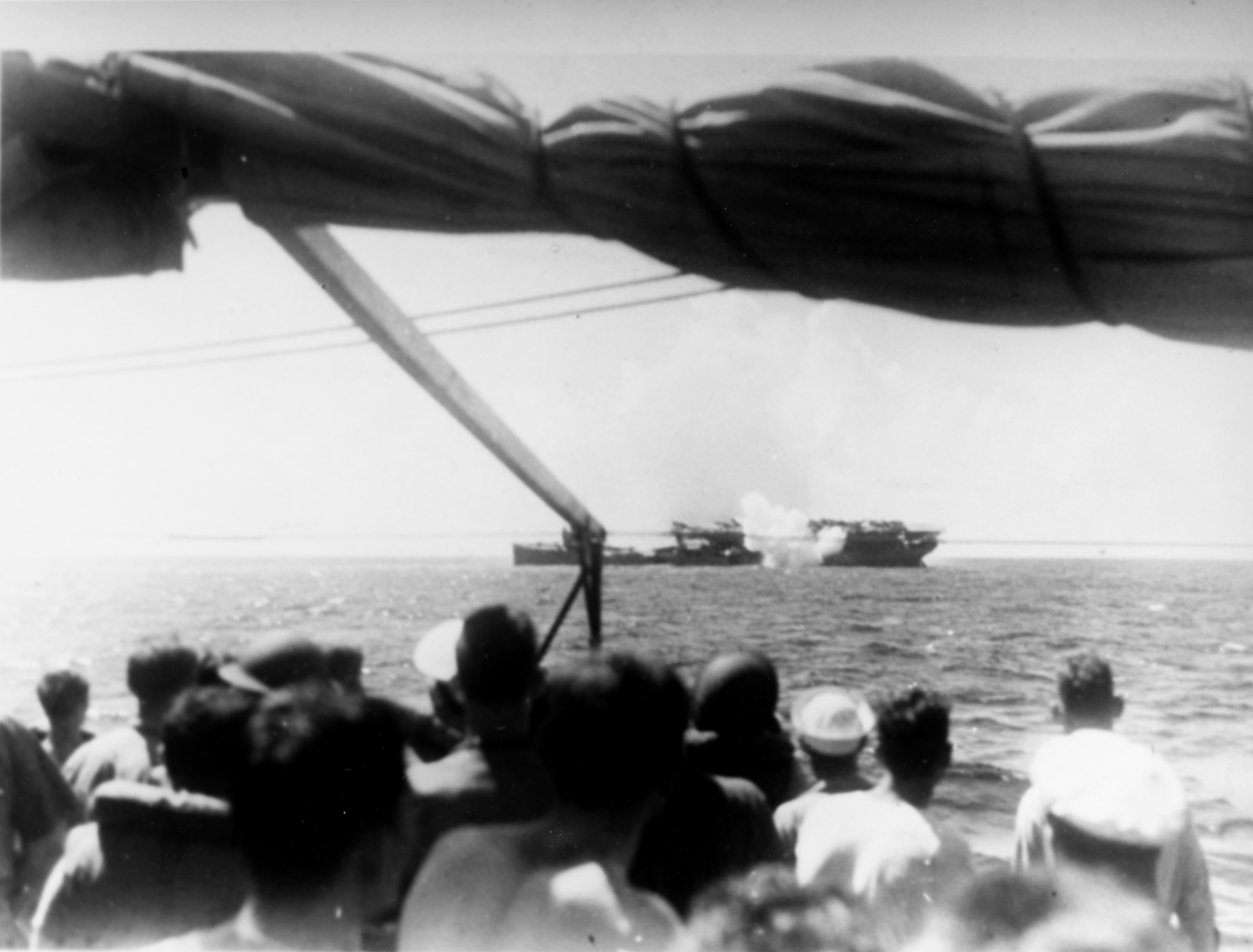
USS Langley bị đánh trúng vào ngày 27 tháng 2 năm 1942 ngoài khơi Java.

Langley đi đến Fremantle thuộc tiểu bang Western Australia nhận lên tàu máy bay Đồng Minh để chuyển đến Đông Nam Á. Mang theo 32 máy bay tiêm kích P-40 thuộc Liên đội Tiêm kích 49 Không lực Lục quân Hoa Kỳ, nó cùng đoàn tàu vận tải khởi hành từ Fremantle vào ngày 22 tháng 2. Langley tách khỏi đoàn tàu vận tải năm ngày sau đó để chuyển số máy bay đến Tjilatjap (Cilacap) trên đảo Java.
Sáng sớm ngày 27 tháng 2 năm 1942, Langley gặp gỡ các tàu hộ tống chống tàu ngầm cho nó, tàu khu trục Whipple và Edsall. Lúc 11 giờ 40 phút, ở vị trí 120 km (75 dặm) phía Nam Tjilatjap, chín chiếc máy bay ném bom hai động cơ Mitsubishi G4M "Betty" thuộc Liên đoàn Takao Hải quân Nhật do Trung úy Jiro Adachi dẫn đầu đã tấn công nó. Đợt tấn công thứ nhất và thứ hai không thành công, nhưng ở đợt thứ ba Langley bị đánh trúng năm quả bom khiến 16 thành viên thủy thủ đoàn thiệt mạng. Máy bay trên sàn tàu phát nổ và bốc cháy, con tàu không thể bẻ lái và bị nghiêng 10 độ sang mạn trái. Không thể đi qua cửa biển hẹp của cảng Tjilatjap, Langley chết đứng giữa biển khi phòng động cơ của nó ngập nước. Đến 13 giờ 32 phút, lệnh bỏ tàu được đưa ra. Các tàu khu trục hộ tống đã bắn chín phát đạn 102 mm (4 inch) cùng hai quả ngư lôi đánh chìm Langley, đảm bảo rằng nó không bị rơi vào tay đối phương.
Langley được rút khỏi danh sách Đăng bạ Hải quân vào ngày 8 tháng 5 năm 1942.

## Phần thưởng
Jupiter đã được tặng thưởng hai Ngôi sao Chiến trận trong Chiến tranh Thế giới thứ nhất: Huân chương Phục vụ Mexico và Huân chương Chiến thắng Thế Chiến I. Sau khi cải biến thành tàu sân bay rồi thành tàu vận chuyển máy bay, trong Chiến tranh Thế giới thứ hai Langley còn được tặng thêm ba ngôi sao: Huân chương Phục vụ Phòng thủ Hoa Kỳ, Huân chương Chiến dịch Châu Á-Thái Bình Dương và Huân chương Chiến thắng Thế Chiến II.
|             |                           |  |
| Bronze star | Bronze star · Bronze star |  |

| Huân chương Phục vụ Mexico                                    | Huân chương Phục vụ Mexico                                              | Huân chương Chiến thắng Thế Chiến I                                     | Huân chương Chiến thắng Thế Chiến I  |
| Huân chương Phục vụ Phòng vệ Hoa Kỳ với 1 Ngôi sao Chiến trận | Huân chương Chiến dịch Châu Á-Thái Bình Dương với 2 Ngôi sao Chiến trận | Huân chương Chiến dịch Châu Á-Thái Bình Dương với 2 Ngôi sao Chiến trận | Huân chương Chiến thắng Thế Chiến II |